# System jednopartyjny

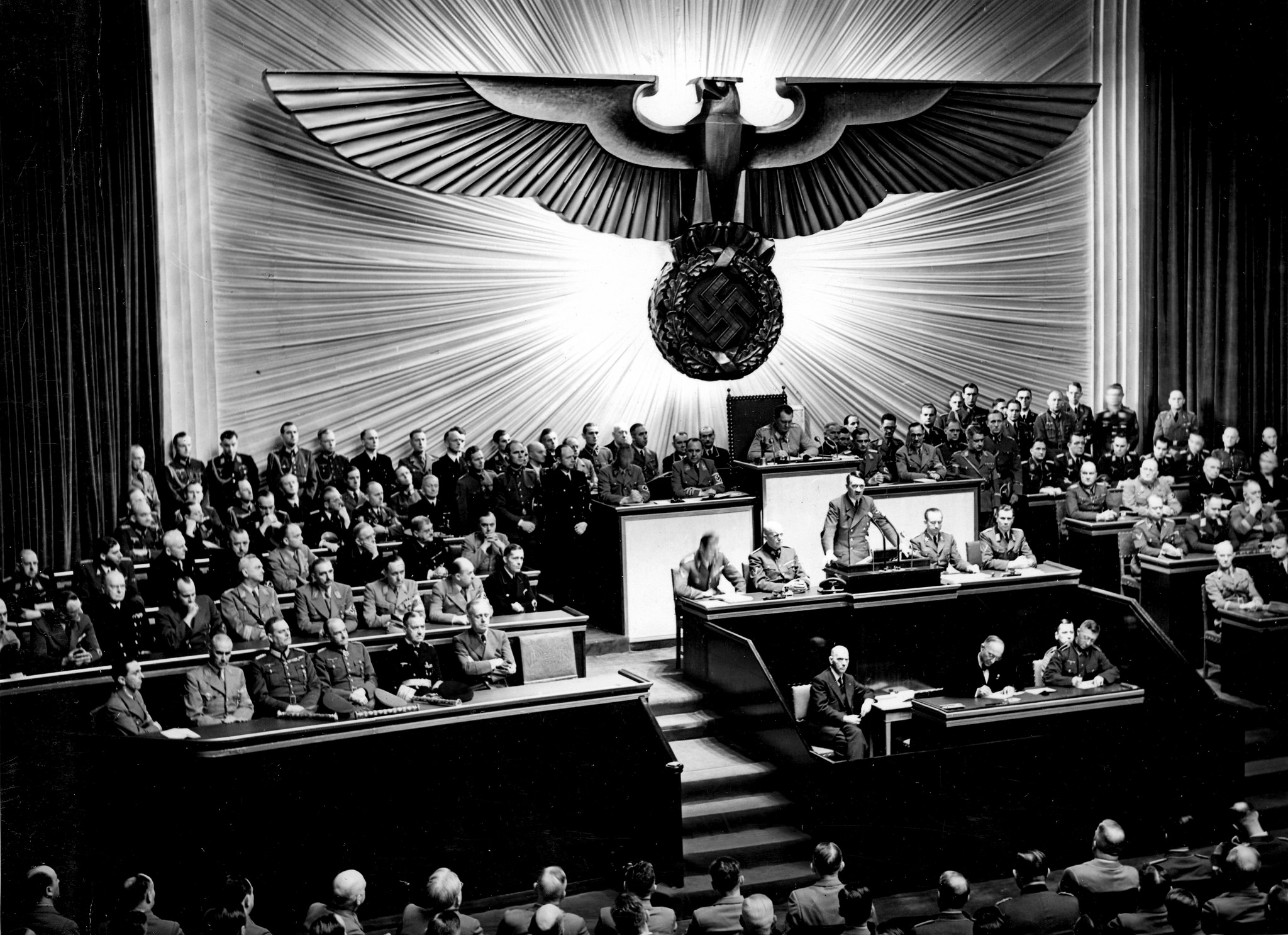
Posiedzenie parlamentu w systemie jednopartyjnym: parlament III Rzeszy, 1941

System jednopartyjny (monopartyjny) – system partyjny charakteryzujący się tym, że w danym państwie władzę sprawują członkowie jedynej legalnej partii politycznej, a działalność opozycji jest zakazana.
Carl Friedrich, Zbigniew Brzeziński i Hannah Arendt za punkt odniesienia do systemu jednopartyjnego przyjmowali totalitarne reżimy w III Rzeszy i w państwach komunistycznych. Państwem z systemem jednopartyjnym były także Włochy Benita Mussoliniego, aczkolwiek według Arendt faszystowskie Włochy były państwem wykazującym cechy autorytarne.
System jednopartyjny pojawia się także w państwach autorytarnych. Większość monopartii w krajach autorytarnych powstała raczej po zdobyciu władzy przez dominującą partię i były tworzone, by scalić grupy o różnych poglądach, a nie by podporządkować wszystkie elementy jednej dominującej sile.
W państwach komunistycznych funkcjonowały jednak dwa typy systemów partyjnych: ściśle jednopartyjny (w Związku Radzieckim, Albanii, Jugosławii, Mongolii, Rumunii oraz na Kubie i Węgrzech) oraz system partii hegemonicznej, gdzie istniało kilka partii, ale funkcję kierowniczą sprawowała partia komunistyczna (w Bułgarii, Chińskiej Republice Ludowej (do rewolucji kulturalnej), Czechosłowacji, Korei Północnej, Niemieckiej Republice Demokratycznej, Polskiej Rzeczypospolitej Ludowej, Wietnamie).
Obecnie istniejące kraje z systemem ściśle jednopartyjnym to Kuba, Erytrea, Sahara Zachodnia, Laos i Wietnam.